# Bilzen
Bilzen (limburguès Bilze) és una ciutat i un submunicipi de la província de Limburg a Bèlgica d'aproximadament 30.000 habitants. El primer de gener de 2015 es va fusionar amb Hoeselt i va passar a estar inclòs dins el municipi de Bilzen-Hoeselt.

## Història
Fins a l'any 1795 era una de les bones viles del principat de Lieja i una part del comtat de Loon. Segueix un breu episodi d'annexió a França cap a la creació el 1815 del Regne Unit dels Països Baixos. Des de 1830 és belga.

## Monuments
Com Bona Vila del principat-bisbal de Lieja la ciutat tenia el dret de fortificar-se i d'erigir un perron, símbol de la llibertat i de la justícia.

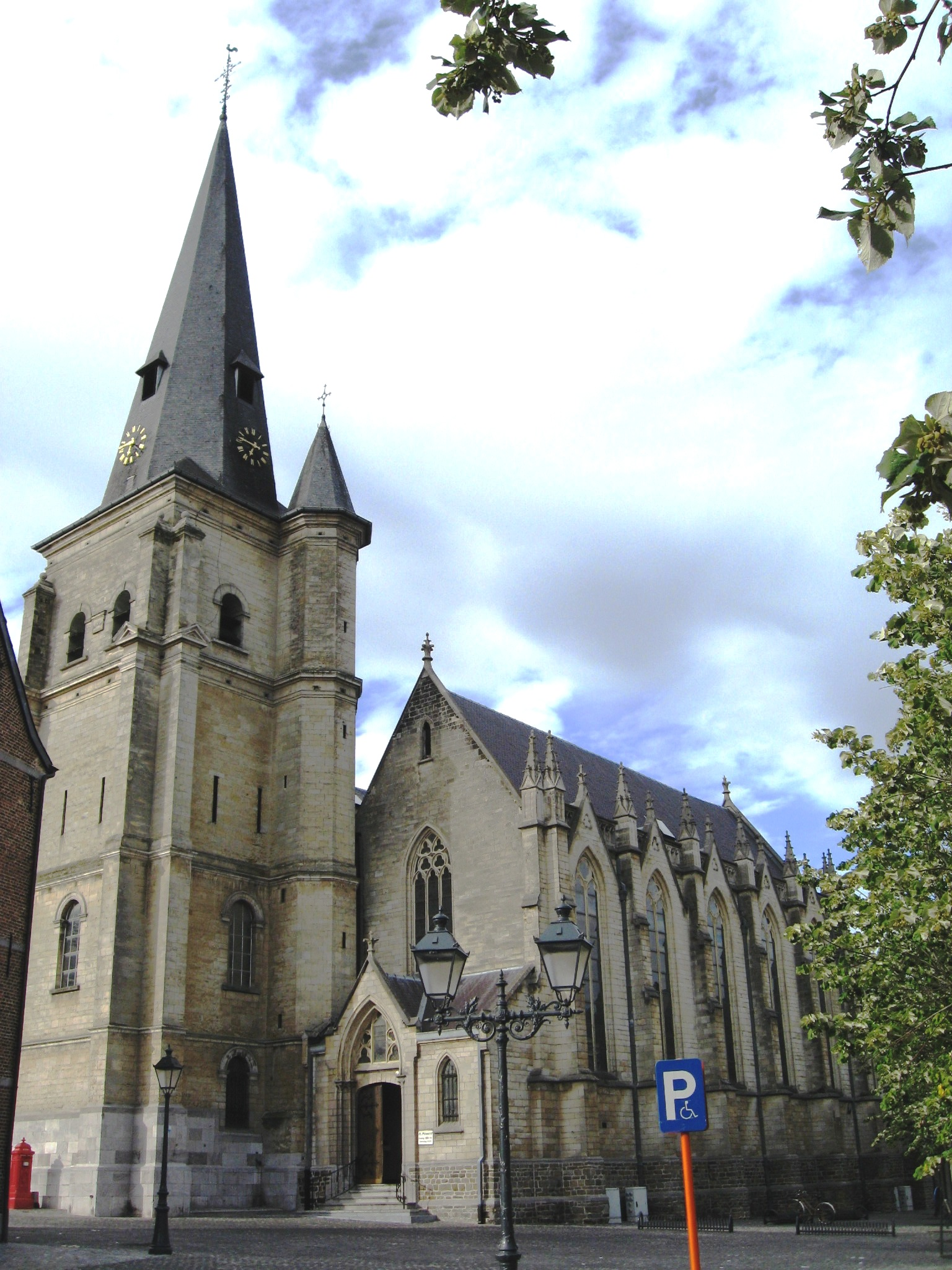
Església Sant Maurici
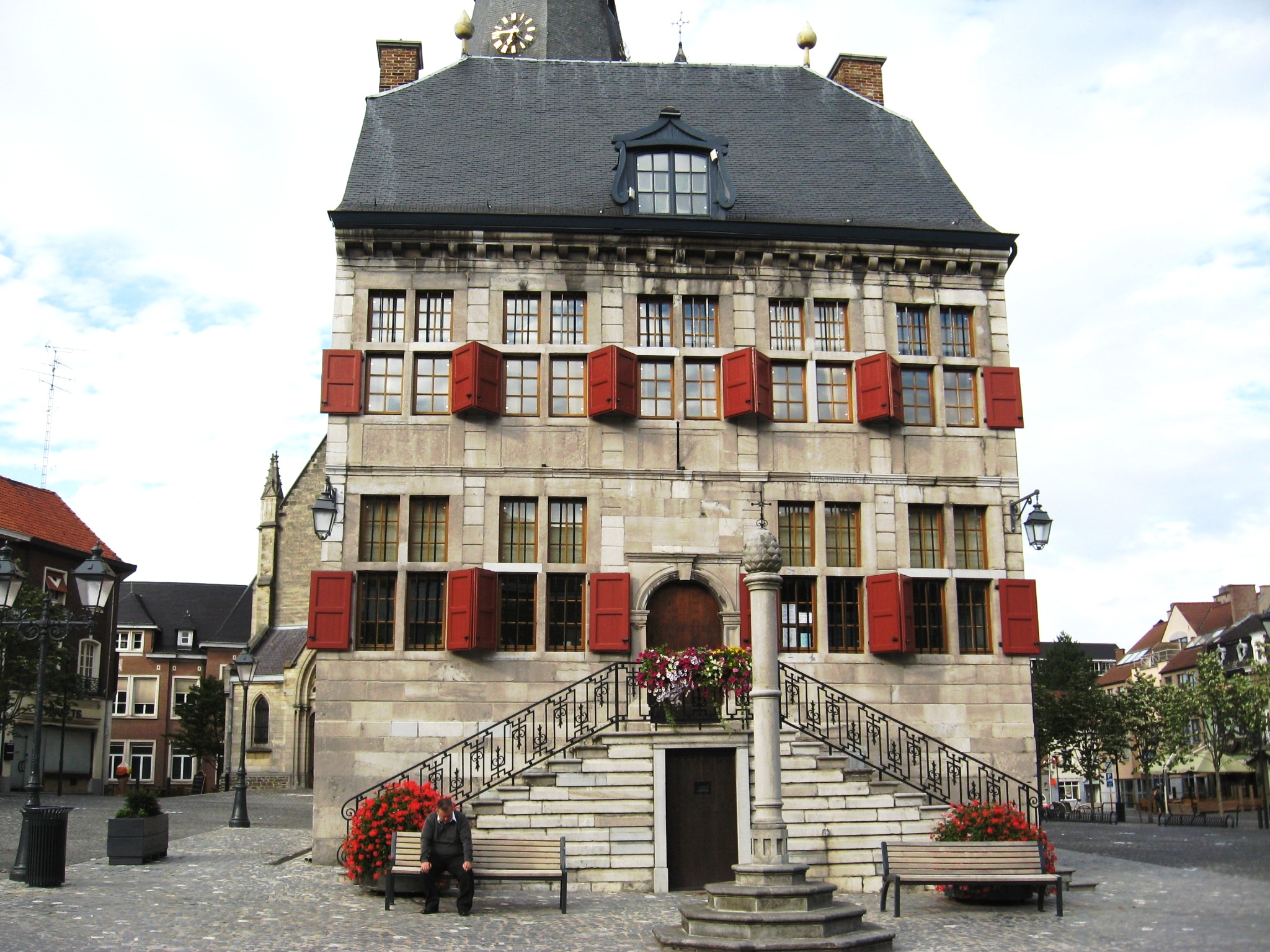
Bilzen: Ajuntament i perron

## Agermanament

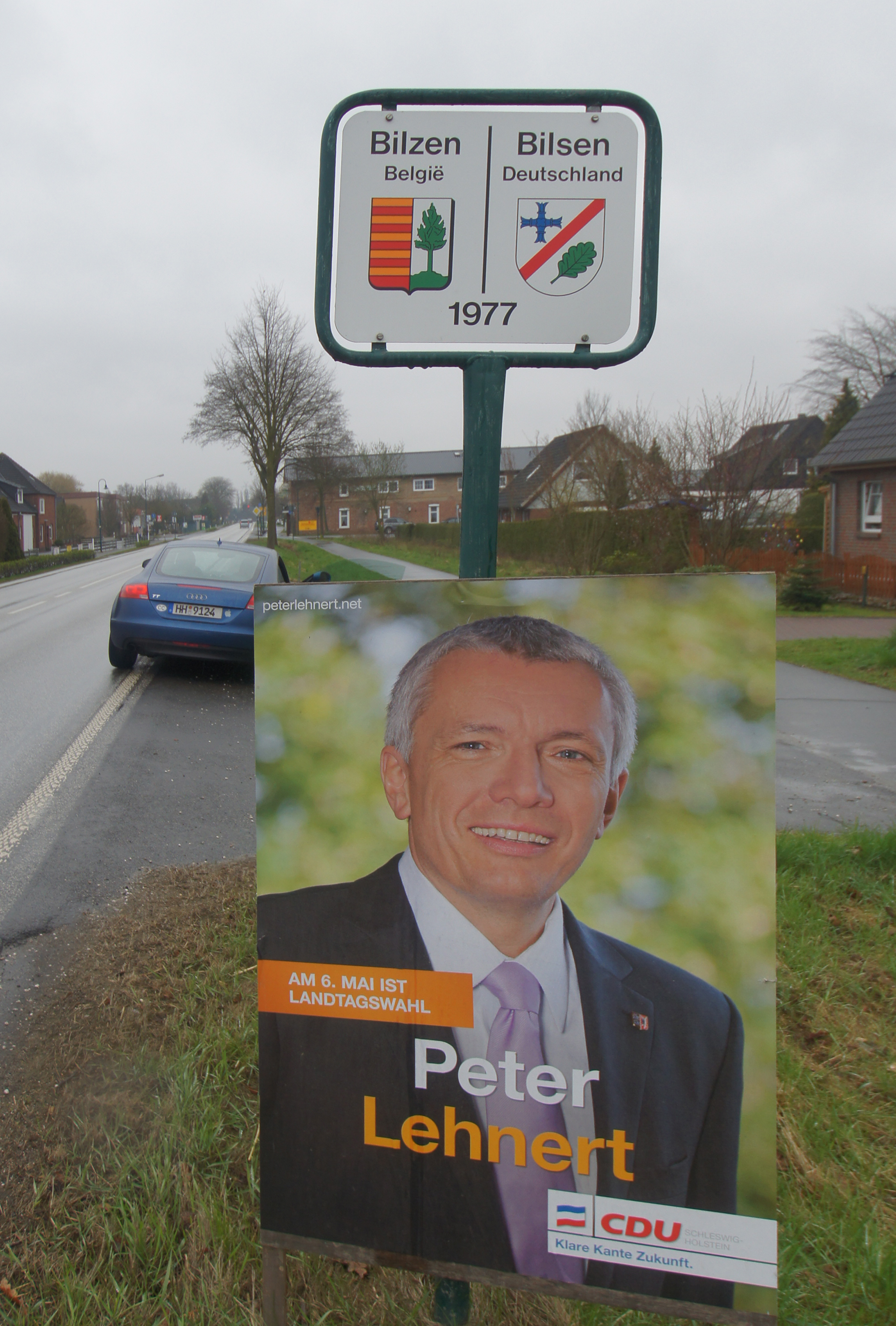
Taula a l'entrada del municipi agermanat Bilsen

- Bilsen a Slesvig-Holstein (Alemanya)